# Dom handlowy

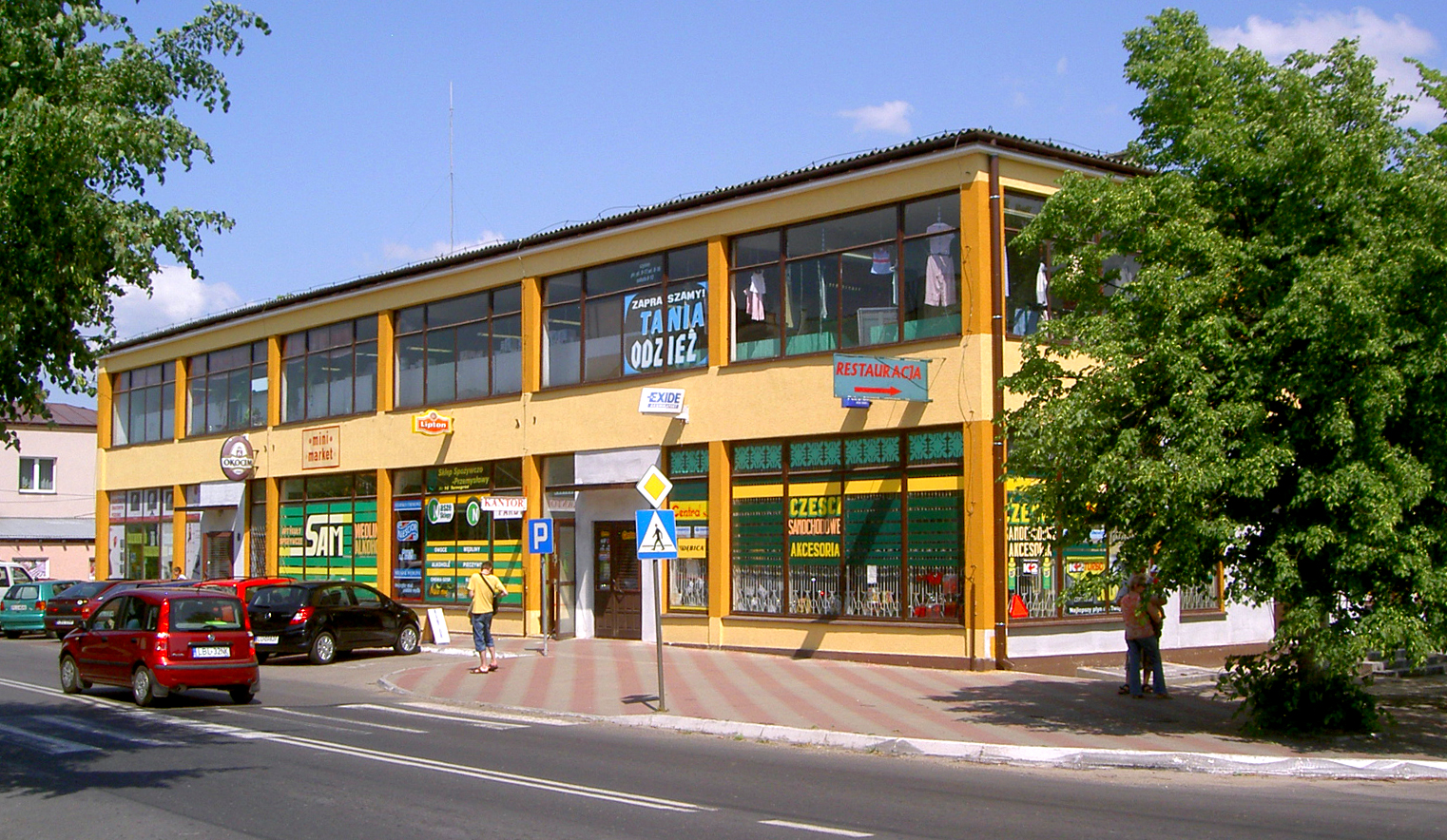
Dom handlowy w Tarnogrodzie

Dom handlowy – wielodziałowy sklep o powierzchni sprzedażowej od 600 m² do 1999 m².
Rozwój współczesnych domów handlowych trwał od XIX wieku, najwcześniej w Wielkiej Brytanii.